# Gigitex
Gigitex (già Gigi West) è un personaggio immaginario dei fumetti di genere western umoristico ideato e realizzato nel 1969 dal fumettista Alberto Simioni e protagonista di una omonima serie pubblicata durante gli anni settanta e ottanta in Italia e all'estero.

## Storia editoriale
Il personaggio venne ideato nel 1969 con il nome di Gigi West esordendo nel 1972 sul mensile Il Piccolo Missionario con una prima storia in sei puntate; dal secondo episodio viene rinominato Gigitex venendo pubblicato fino al 1990. Nei primi anni novanta verrà pubblicato anche sul Giornalino.
Alcune storie degli anni ottanta sono state raccolte in volume, Il west di Gigitex, pubblicato da Festina Lente Edizioni nel 2017.

## Biografia del personaggio
Ideato nel 1969 inizialmente col nome Gigi West. Non viene molto descritto nel suo passato. Di lui si sa che è nato nel Regno Lombardo-Veneto e che le avventure sono ambientate pochi anni dopo il suo arrivo a Tucson. Nel corso delle sue avventure ha modo di incontrare alcuni personaggi storici come Buffalo Bill e Daniele Comboni.

## Premi e riconoscimenti
- Presentazione del volume "Il West di Gigitex" presso la Biblioteca Civica Breganze il 25 novembre 2017.[7][8]